# Distrito de Constanza (Rumanía)
El distrito de Constanza (en rumano: Județul Constanța; [konˈstantsa]ⓘ) es un distrito (județ) de Rumanía con capital en la ciudad de Constanza. Está situado en la región histórica de Dobruja.

## Historia

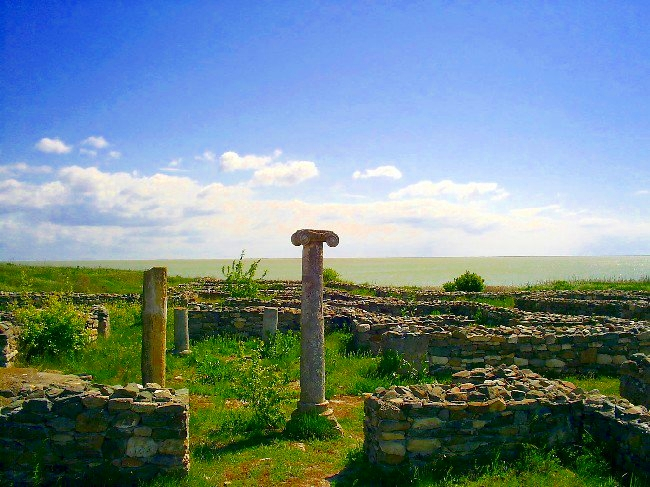
Ruinas de una antigua colonia griega en la región (Histria)

La historia antigua del territorio es la de la región histórica de Dobrogea de la que forma parte. La Județ de Constanța se formó cuando Dobrogea se unió a Rumanía en 1878. De 1916 a 1918 estuvo bajo ocupación búlgara, ya que Rumanía era entonces aliada de Francia y Gran Bretaña, mientras que Bulgaria, que también reclamaba Dobrogea, se había unido a las potencias centrales (Alemania, Austria-Hungría, Imperio turco otomano). La județa de Constanța fue una subdivisión administrativa del Principado de Rumanía de 1878 a 1881, del Reino de Rumanía de 1881 a 1948, y luego de la República "Popular" rumana de 1949 a 1952. Entre 1952 y 1975 las județas dejaron de existir, ya que el régimen comunista las sustituyó por regiones más amplias. En 1975, la județa fue restablecida por la República Socialista de Rumanía (1968 a 1989), y desde 1990 es una subdivisión territorial de Rumanía.
Como toda Rumanía, el territorio de la județ de Constanța sufrió regímenes dictatoriales carlistas, fascistas y comunistas desde febrero de 1938 hasta diciembre de 1989, pero desde 1990 vuelve a vivir la democracia. Entre 1395 y 1422, cuando su territorio pertenecía al principado de Valaquia, era gobernado por un jude (a la vez prefecto y juez supremo) designado por los hospodaros de Valaquia, luego, bajo el reino rumano, por un prefecto elegido por el primer ministro y nombrado por el rey hasta 1947, entonces, durante la dictadura comunista, por el secretario general de la sección local del Partido Comunista Rumano, elegido por el Comité Central, y finalmente, desde 1990, de nuevo por un prefecto asistido por un presidente del consejo de la județean elegido por los concejales, que a su vez son elegidos por los votantes.
Muy rural bajo el régimen turco, que sin embargo hizo que los británicos construyeran un ferrocarril de Cernavodă a Constanța en 1865, ha sido objeto de un desarrollo principalmente agrario y pesquero desde 1878, con el inicio de la industrialización en Constanța. Esto se acentuó después de 1930. En los años 1949-1954 y 1975-1989, el régimen comunista, al igual que en otros lugares, dio prioridad a la industria pesada, desarrollando los astilleros de Constanța y Mangalia.
Desde 1989, el condado de Constanța se ha desarrollado cualitativamente y es uno de los que tiene el mayor PIB per cápita de Rumanía.
A lo largo de las distintas dominaciones sucesivas, el pueblo de Constanța ha conservado sus tradiciones de tolerancia religiosa y cultural entre musulmanes, cristianos ortodoxos y otras confesiones, entre rumanos, griegos, turcos, tártaros, aromanos, armenios, judíos, romaníes, circasianos, búlgaros, lipovenos y muchos otros.

## Geografía
El condado de Constanța tiene una superficie de 7071 km², una altitud media de 70 m y culmina a 235 m en Dealul Crucii ("Colina de la Cruz"). Se trata de una meseta loéssica del Cuaternario, depositada sobre un sustrato calcáreo que va del Cretáceo al Mioceno, con un pequeño afloramiento del Eoceno en Ion-Corvin; en el norte de la comarca, afloran areniscas silúricas en las alturas. Los sustratos por debajo del loess también son visibles al pie de los acantilados del mar Negro. Un poco al oeste de Mangalia se encuentra la cueva inundada de Movile, totalmente aislada del mundo exterior desde hace (quizás) medio millón de años, y que alberga una fauna endémica de invertebrados, única en el mundo.
El distrito limita con el mar Negro al este, los distritos de Călărași y Ialomița al oeste, los distritos de Tulcea y Brăila al norte y con Bulgaria al sur.

### Clima

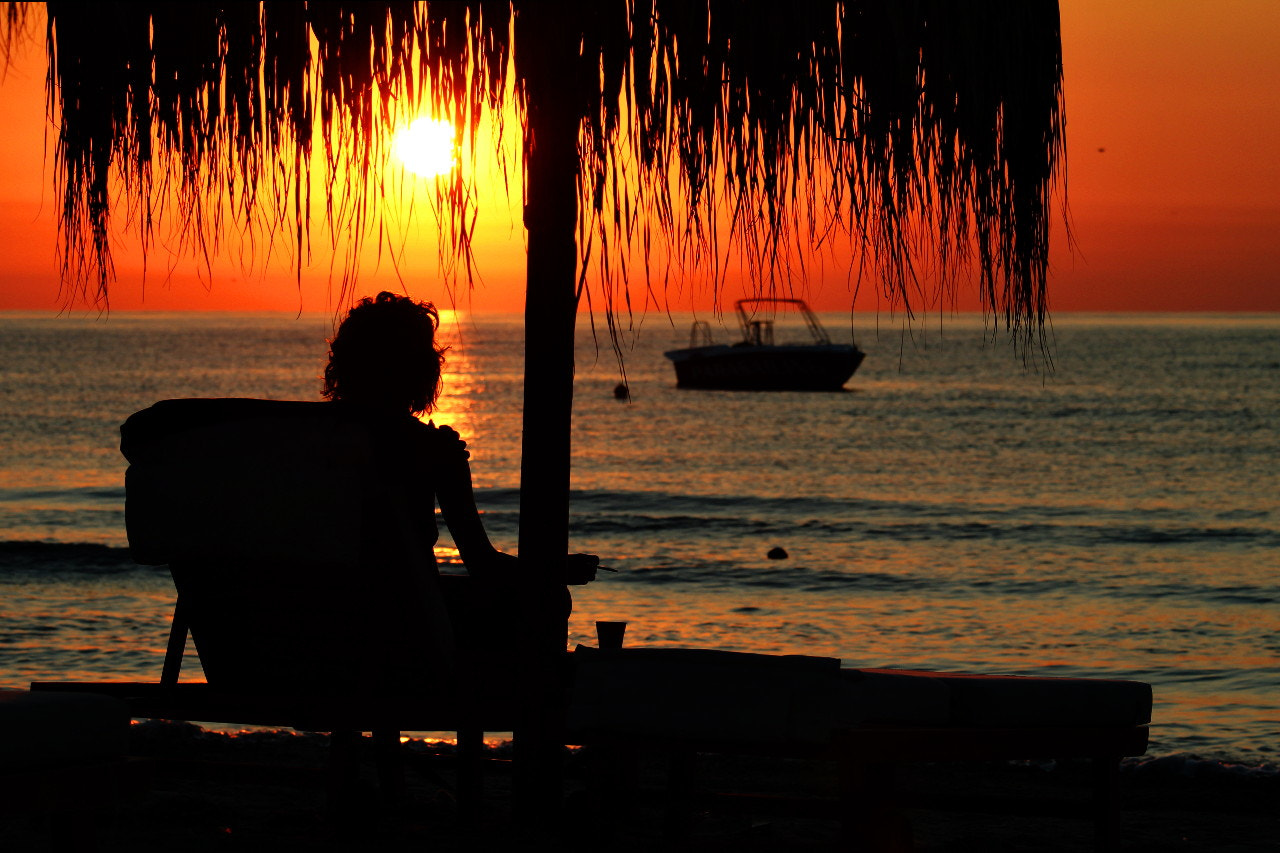
Playa en el distrito de Constanța

Su clima póntico es templado, con veranos mediterráneos secos y calurosos, inviernos continentales duros y ventosos y temporadas de lluvia y niebla. Los ríos (Oltina, Urhaia, Peștera, Tibrinu, Topologu...) y los arroyos (Alba, Casimcea) experimentan, como el Danubio, un estiaje estival. El máximo de los ríos tiene lugar en febrero-marzo, cuando la nieve se derrite. El mar Negro, menos salado que el Mediterráneo (una media de 21 g de sal por litro en lugar de 36 g), puede congelarse en algunos inviernos a lo largo de la costa. En algunas primaveras y otoños, cuando el aire se enfría mientras el mar permanece caliente, la intensa condensación y evaporación producen nieblas costeras.

## Economía

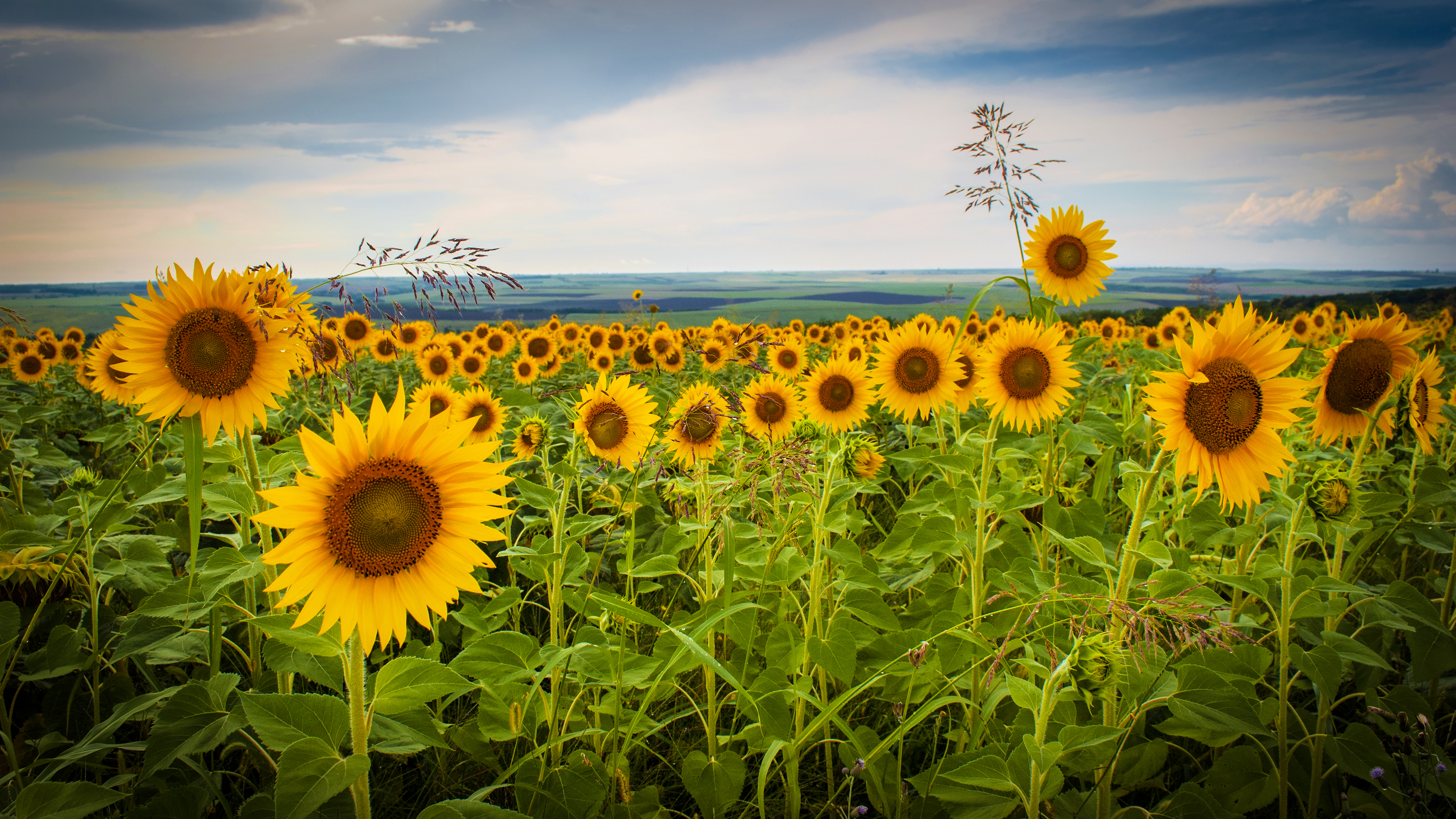
Girasoles en Ostrov

Las industrias predominantes en el distrito son:
- Industria química y petroquímica.
- Industria alimentaria y de bebida.
- Industria textil.
- Industria de construcción de barcos.
- Materiales de construcción.
- Industria de componentes mecánicos.
- Industria papelera.

Una parte importante de la economía del distrito es la agricultura, siendo Constanța el distrito que más sistemas de irrigación tiene en el país.

## Demografía
| Gráfica de evolución de Distrito de Constanza entre 1930 y 2011 |
|                                                                 |
| Fuente: Civitas                                                 |

## División administrativa
El distrito tiene 3 ciudades con estatus de municipiu, 9 ciudades con estatus de oraș y 58 comunas.

### Ciudades con estatus demunicipiu
- Constanța
- Mangalia
- Medgidia

### Ciudades con estatus deoraș
- Cernavodă
- Eforie
- Hârșova
- Murfatlar
- Năvodari
- Negru Vodă
- Ovidiu
- Techirghiol

### Comunas
- 23 August
- Adamclisi
- Agigea
- Albești
- Aliman
- Amzacea
- Băneasa
- Bărăganu
- Castelu
- Cerchezu
- Chirnogeni
- Ciobanu
- Ciocârlia
- Cobadin
- Cogealac
- Comana
- Corbu
- Costinești
- Crucea
- Cumpăna
- Cuza Vodă
- Deleni
- Dobromir
- Dumbrăveni
- Fântânele
- Gârliciu
- Ghindărești
- Grădina
- Horia
- Independența
- Ion Corvin
- Istria
- Limanu
- Lipnița
- Lumina
- Mereni
- Mihai Viteazu
- Mihail Kogălniceanu
- Mircea Vodă
- Nicolae Bălcescu
- Oltina
- Ostrov
- Pantelimon
- Pecineaga
- Peștera
- Poarta Albă
- Rasova
- Saligny
- Saraiu
- Săcele
- Seimeni
- Siliștea
- Sinoe
- Târgușor
- Topalu
- Topraisar
- Tortoman
- Tuzla
- Valu lui Traian
- Vulturu